# Говорушка ворончатая
Говору́шка воро́нчатая (лат. Clitocybe gibba) — вид грибов, включённый в род Говорушка (Clitocybe) семейства Рядовковые (Tricholomataceae).

## Синонимы
- Agaricus gibbus Pers., 1801basionym
- Agaricus gibbus var. membranaceus (Vahl) Fr., 1828, nom. inval.
- Agaricus infundibuliformis var. membranaceus (Vahl) Fr., 1838
- Agaricus membranaceus Vahl, 1790
- Clitocybe infundibuliformis var. membranacea (Vahl) Massee, 1893
- Clitocybe membranacea (Vahl) Sacc., 1887
- Infundibulicybe gibba (Pers.) Harmaja, 2003
- Omphalia gibba (Pers.) Gray, 1821

## Описание

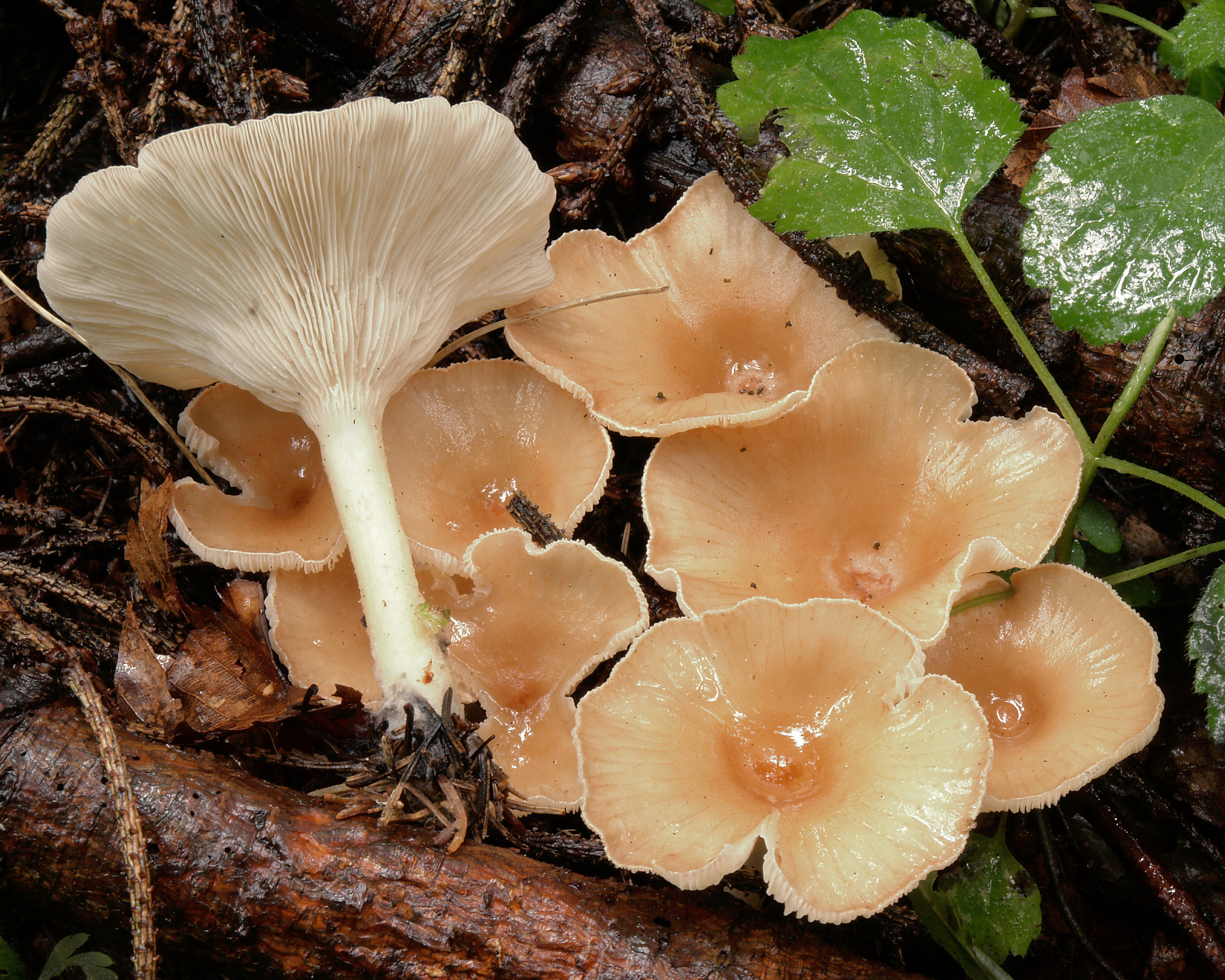

Шляпка 3—7,5 см в диаметре, сначала плоской, затем вдавленной и воронковидной формы, в центре иногда с небольшим бугорком, голая, окрашена в розовато-охристые тона, с возрастом выцветающая.
Мякоть беловатого цвета, с миндалевым запахом и пресным вкусом.
Гименофор пластинчатый, пластинки сильно нисходящие на ножку, белые или светло-кремовые.
Ножка 4—6,5 см длиной, цилиндрическая или слабо расширяющаяся к основанию, охристая или беловатая, гладкая или неясно продольно разлинованная.
Споровый порошок белого цвета. Споры 5—10×3,5—6 мкм, эллиптической формы, гладкие, неамилоидные.
Гриб съедобен.

## Экология
Говорушка ворончатая — сапротроф, встречающийся как в хвойных и широколиственных лесах, так и на опушках, на обочинах дорог.